# Agave vilmoriniana
Espèce
Classification phylogénétique
L'agave pieuvre (Agave vilmoriniana) est une espèce d'agave dont le nom trouve son origine dans ses feuilles non épineuses, courbées et enroulées à la manière des tentacules d'une pieuvre.
C'est le botaniste Alwin Berger qui décrivit en 1913 cette espèce et la nomma en l'honneur de Maurice de Vilmorin à partir de spécimens cultivés au Jardin des Plantes de Paris. Les premières plantes sauvages avaient été découvertes au Mexique près de Guadalajara en 1899 par Joseph Nelson Rose.
L'agave pieuvre se rencontre sur les falaises rocheuses au nord-ouest du Mexique au sud du Sonora et dans les États du Sinaloa, du Jalisco et de Aguascalientes.
Cette espèce est très riche en saponine et dans certaines régions les fibres des feuilles coupées et séchées sont utilisées pour confectionner des brosses naturellement savonneuses.